# Donnay (Gemeinde)
Donnay ist eine französische Gemeinde mit 318 Einwohnern (Stand: 1. Januar 2022) im Département Calvados in der Region Normandie. Sie gehört zum Arrondissement Caen und zum Kanton Le Hom.

## Geografie
Donnay liegt etwa 19 Kilometer nordwestlich von Falaise. Umgeben wird die Gemeinde von: 
- Cesny-les-Sources mit Placy im Norden, Acqueville im Nordosten und Angoville im Südosten,
- Meslay im Osten,
- La Pommeraye im Süden,
- Saint-Omer im Südwesten,
- Combray im Westen,
- Esson im Nordwesten.

## Bevölkerungsentwicklung
| Jahr                             | 1793 | 1836 | 1876 | 1926 | 1946 | 1968 | 1990 | 2016 |
| Einwohner                        | 374  | 305  | 264  | 259  | 272  | 200  | 177  | 268  |
| Quelle: Cassini, EHESS und INSEE |      |      |      |      |      |      |      |      |

## Sehenswürdigkeiten
- Kirche Saint-Vigor

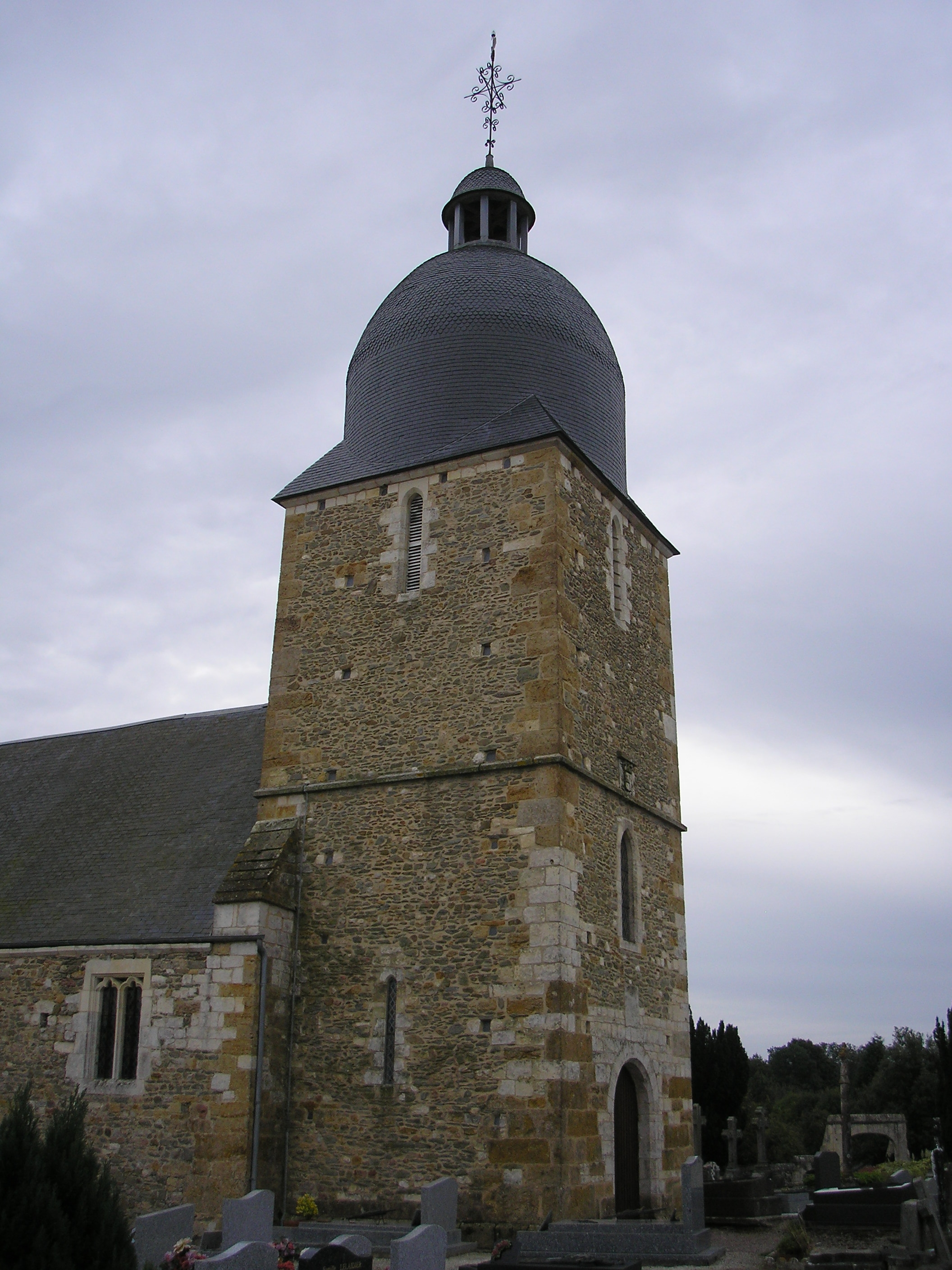
Glockenturm der Kirche Saint-Vigor

- Schloss aus dem 18. Jahrhundert, als Kulturerbe klassifiziert